# Бродуэй
Бродуэй (англ. Broadway; ирл. Gráinseach Iúir) — деревня в Ирландии, находится в графстве Уэксфорд (провинция Ленстер).